# Relation pansement
La relation pansement est la phase émotionnellement complexe suivant la rupture d'une relation intime.

## Définition
La relation pansement, fait référence à une période indéfinie faisant suite à une rupture amoureuse ou platonique.
Dans le monde anglo-saxon, l'usage du terme rebound (qui signifie au sens figuré « brisé, endeuillé ») remonte au moins aux années 1830, lorsque Mary Russell Mitford a écrit que « rien n'est plus facile que de conquérir un cœur brisé ». En français, c'est le terme « pansement » qui est utilisé pour désigner un besoin de guérir ou de se débarrasser d'une « plaie affective ». On retrouve vraisemblablement trace de cette terminologie dans la littérature française qu'à partir du début des années 2010.

## Caractéristiques
Le concept de « relation pansement » est ancré dans l'idée d'entrer dans une nouvelle relation amoureuse avant de se remettre complètement d'une rupture. Un tel acte est courant chez un individu qui tente de se rétablir émotionnellement d'une ancienne relation et qui utilise la nouvelle relation comme moyen de « panser » la douleur ou de combler un vide émotionnel. Le terme peut également faire référence au partenaire impliqué dans une telle relation. En effet, une telle relation peut s'avérer très toxique pour le partenaire qui finit par la « subir ».
Il est généralement dit d'un individu qui vient de sortir d'une relation sérieuse, qu'il est psychologiquement incapable de prendre des décisions rationnelles concernant un potentiel nouveau partenaire, à cause de sentiments persistants envers l'ancien partenaire ou de problèmes non résolus issus de cette relation précédente. On pense que les relations pansement sont de courte durée en raison de l'instabilité émotionnelle de l'un des partenaires et de son désir de se débarrasser de la douleur émotionnelle liée à la rupture. Il est souvent conseillé à ceux qui sortent d'une relation sérieuse d'éviter les rencontres sérieuses jusqu'à ce que leurs émotions tumultueuses se soient calmées,.